# Florian Mennigen
Florian Mennigen (Ratzeburgo, 10 de abril de 1982) es un deportista alemán que compitió en remo.
Participó en los Juegos Olímpicos de Verano, obteniendo una medalla de oro en Londres 2012, en la prueba de ocho con timonel, y el octavo en Pekín 2008, en la misma prueba.
Ganó cuatro medallas en el Campeonato Mundial de Remo entre los años 2007 y 2011, y una medalla de oro en el Campeonato Europeo de Remo de 2010.

## Palmarés internacional
| Juegos Olímpicos   | Juegos Olímpicos            | Juegos Olímpicos  | Juegos Olímpicos   |
| Año                | Lugar                       | Medalla           | Prueba             |
| ------------------ | --------------------------- | ----------------- | ------------------ |
| 2012               | Londres (Reino Unido)       | Medalla de oro    | Ocho con timonel   |
| Campeonato Mundial |                             |                   |                    |
| Año                | Lugar                       | Medalla           | Prueba             |
| 2007               | Múnich (Alemania)           | Medalla de bronce | Cuatro con timonel |
| 2009               | Poznań (Polonia)            | Medalla de oro    | Ocho con timonel   |
| 2010               | Cambridge (Nueva Zelanda)   | Medalla de oro    | Ocho con timonel   |
| 2011               | Bled (Eslovenia)            | Medalla de oro    | Ocho con timonel   |
| Campeonato Europeo |                             |                   |                    |
| Año                | Lugar                       | Medalla           | Prueba             |
| 2010               | Montemor-o-Velho (Portugal) | Medalla de oro    | Ocho con timonel   |